# Емират Наџд
Емират Наџд (арап. إمارة نجد) или Друга саудијска држава (арап. الدولة السعودية الثانية) била је држава на просторима данашње Саудијске Арабије, настала након распада Емирата Дирије 1819. године. Постојала је до 1891. године. 

## Историја
Емират је основан 1819. године када је Турки бин Абдулах из династије Сауд успешно обновио власт у централној и источној Арабији, годину дана након што је Прва саудијска држава уништена од стране Мухамед Алија и Ибрахим-паше у Вахаби рату. Историју Друге саудијске државе обележила су освајања и религијски фанатизам нижег интензитета у односу на прву државу, као и породични сукоби унутар династије Сауд који ће довести до учесталих смена владара и до коначног краха. Емират Наџд успешно је централизован 1824. године када је Турки османско-египатским снагама преотео Ријад и прогласио га престоницом. Учестали спорови са суседним Емиратом ел Рашид и његовим владарима из града Хаила окончани су битком код Мулајде 1891. године када је династија Сауд доживела велики пораз, а њихова држава се распала. Нове војне походе династија ће покренути тек девет година касније, што је 1932. године резултовало проглашењем Треће саудијске дрћаве или данашње Краљевине Саудијске Арабије.

## Владари
- Турки ибн Абдулах (1819-1820, први пут)
- Турки ибн Абдулах (1824-1834}}, други пут)
- Мушари ибн Абдул Рахман (1834. као узурпатор)
- Faisal ibn Turki (1834-1838, први пут)
- Халид ибн Сауд (1838-1841)
- Абдулах ибн Туџахан (1841-1843)
- Faisal ibn Turki (1843-1865, други пут)
- Абдулах ибн Фајсал (1865-1871, први пут)
- Сауд ибн Фајсал (1871, први пут)
- Абдулах ибн Фејсал (1871-1873, други пут)
- Сауд ибн Фајзал (1873-1875, други пут)
- Абдул Рахман ибн Фајсал (1875-1876, први пут)
- Абдуллах ибн Фајсал ибн Турки Ал Сауд (1876-1889, трећи пут)
- Абдул Рахман ибн Фајсал (1889-1891, други пут)